# Begräbnishalle in Gliwice

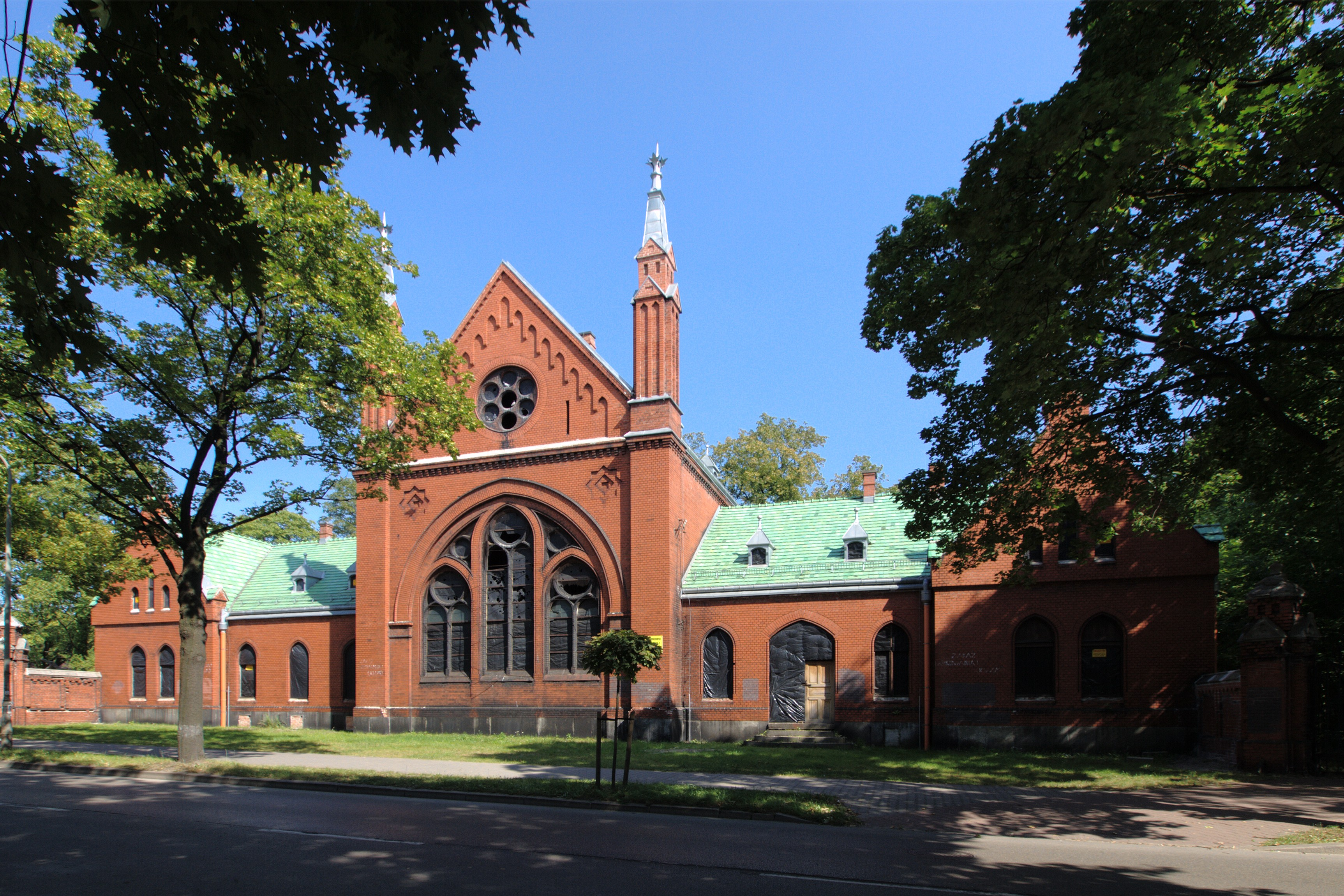
Gesamtansicht (2011)

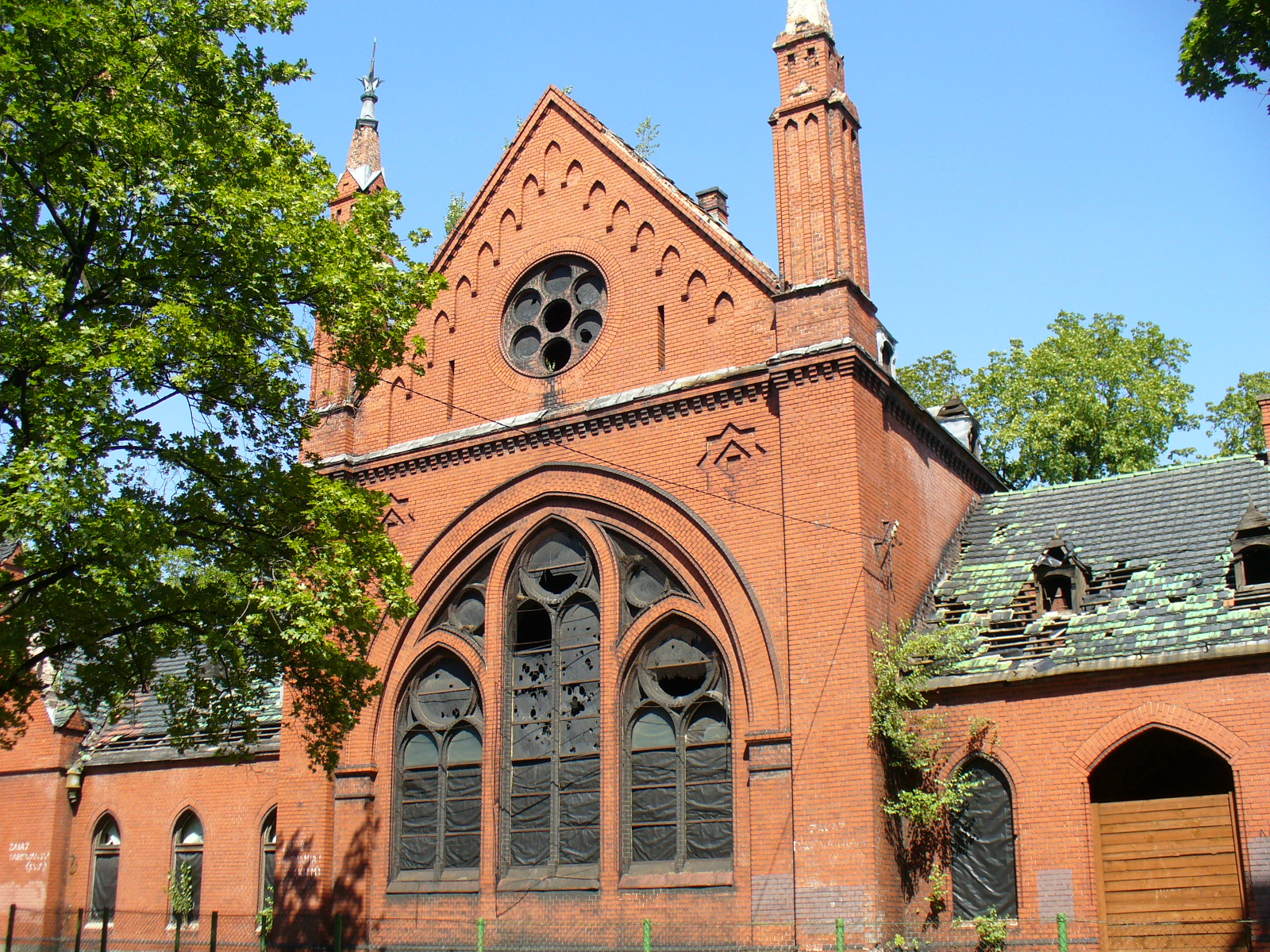
Teilansicht vor der Renovierung

Die jüdische Begräbnishalle in Gliwice (polnisch Dom przedpogrzebowy) ist eine ehemalige Zeremonienhalle des Neuen jüdischen Friedhofs in Gliwice (deutsch Gleiwitz). Die Halle wurde von 1902 bis 1903 erbaut und von 2008 bis 2016 renoviert. Sie ist als Haus der Erinnerung an die Juden Oberschlesiens (Dom Pamięci Żydów Górnośląskich) eine Außenstelle  Museums in Gliwice (Muzeum w Gliwicach; bis 1945 Oberschlesisches Museum Gleiwitz).

## Geschichte
Das neogotische Gebäude wurde von 1902 bis 1903 nach einem Entwurf des Wiener Architekten Max Fleischer erbaut. Die Bauleitung hatte der Architekt Johan Miedel, die Ausführung geschah durch die Firma Juliusz Scheer. Das Bauwerk wurde am 15. November 1903 eingeweiht. Die Festrede hielt der Rabbiner Wilhelm Münz.
Nach der offiziellen Schließung des Friedhofs 1953 verfiel das Gebäude. Es wurde am 8. Mai 2003 unter der Nummer „A/87/03“ in das polnische Denkmalregister eingetragen und fünf Jahre später durch die Stadt Gliwice erworben. Von Herbst 2008 bis Januar 2016 wurde das Bauwerk aufwändig restauriert. Im Frühjahr 2019 erfolgte die Eröffnung als Haus der Erinnerung an die Juden Oberschlesiens.

## Beschreibung
Die Zeremonienhalle ist ein einstöckiger und dreiflügeliger Bau aus rotem Klinker mit den ungefähren Abmessungen von 43 × 20 Metern. Der zentrale Teil gliedert sich in Eingangs- und Zeremonienhalle. Die Halle ist 10,5 Meter breit, 17,6 Meter lang und mit 9,8 Metern Höhe doppelt so hoch wie die Seitenflügel. Der Saal wurde für die Begräbniszeremonien, Gebete und Predigten genutzt. Hohe spitzbogige Fenster und eine Rosette mit Davidstern beleuchten den Raum. Ein Rippengewölbe mit einer Darstellung eines Sternenhimmels und floralen sowie geometrischen Ornamenten krönt den Saal. Den Boden schmückt ein Ornament aus schwarzen und weißen Fliesen. Die Originalausstattung mit Bima und mehreren Holzbänken befindet sich im Museum der Stadt Zabrze. Der dreieckige Giebel wird von zwei schlanken Türmchen flankiert. Das Dach ist mit grün glasierten Keramikziegeln gedeckt.
Im Südflügel des Gebäudes befanden sich eine Leichenhalle und ein Raum für die rituelle Leichenwaschung. Der Nordflügel beherbergte eine Wächterwohnung, ein Büro und ein Rabbinerzimmer. Die beiden Verbindungsbauten haben jeweils drei Fensterachsen.
Alle Gebäudeteile sind mit einem schrägen Dach bedeckt, das mit grün glasierten Keramikziegeln gedeckt ist. Die Zusammensetzung und Dekoration der Fassade des Gebäudes bezieht sich auf die Architektur Preußisch-Schlesiens, die von Backsteinbauten ohne übermäßige dekorative Elemente dominiert wird. Alle Fassaden des Gebäudes sind mit Klinker mit leichten Fugen verkleidet. Außer dem Granitsockel wurde in der Fassade kein einziger Stein verwendet und auch die Fenster wurden komplett aus Ziegeln gefertigt. Die Fassade von der Seite der ul. Poniatowski wurde in Form von drei Giebelwänden der einzelnen Flügel des Gebäudes geformt, die durch untere Verbinder verbunden sind. Das Ganze wird von einem dreieckigen Giebel mit zwei Türmchen bekrönt, der mit einem Backsteinornament in Form eines Arkadenfrieses verziert ist.
Auf 150 Quadratmetern zeigt die Dauerausstellung die Geschichte der Juden Oberschlesiens von der ersten urkundlichen Erwähnung im 13. Jahrhundert bis zu den Todeswegen in der Schoah. In Kattowitz fand 1884 die erste internationale zionistische Konferenz der Chibbat-Zion-Bewegung statt, Leo Baeck verfasste sein Hauptwerk in Oppeln. Daneben bestehen Räume für wechselnde Ausstellungen und Seminare.